# Robert Iwaszkiewicz
Robert Jarosław Iwaszkiewicz, né le 17 mai 1962 à Wrocław, est un homme politique polonais, membre de la Coalition pour la restauration de la liberté et de l'espoir de la République.

## Biographie
Lors des élections européennes de 2014, il est élu au Parlement européen sous les couleurs du Congrès de la Nouvelle droite. Le 20 octobre 2014, il annonce qu'il adhère au groupe Europe de la liberté et de la démocratie directe (ELDD), dissous le 15 octobre, pour permettre sa reconstitution. Il déclare alors : « Je voulais aider le seul et indispensable groupe eurosceptique du Parlement. J'ai rejoint le groupe EFDD pour deux raisons importantes : mon opposition à la bureaucratie européenne et mes convictions libérales défendues par la délégation UKIP ».
En janvier 2015, il cofonde avec Janusz Korwin-Mikke la KORWiN.